# Biblioteka klasztorna w Krzeszowie
Biblioteka klasztorna w Krzeszowie (łac. Bibliotheca Monasterii Grissoviensis) – zakonna biblioteka sióstr Benedyktynek znajdująca się w Krzeszowie.  

## Historia

### Archiwum i biblioteka cystersów w latach 1242–1810
Biblioteka ma bogatą historię sięgającą XIII w. Początkowo, w 1242 r., księżna Anna, wdowa po Henryku II Pobożnym, przekazała ziemię benedyktynom z czeskich Opatowic, planując założenie klasztoru w Krzeszowie. Jednakże dopiero w 1289 r. książę świdnicko-jaworski Bolko I ustanowił nową fundację dla cystersów z Henrykowa, co doprowadziło do powstania opactwa w Krzeszowie. 
O zasobach pierwszej biblioteki cysterskiej w Krzeszowie można przypuszczać, że były przechowywane w armariach, czyli specjalnych meblach przeznaczonych do przechowywania książek i innych cennych przedmiotów, które znajdowały się w zakrystii kościoła. Takie skrzyniowe, później przekształcone w skrzyniowo-szafowe, meble biblioteczne były typowe dla średniowiecznych rękopiśmiennych bibliotek zakonnych. Pełniły one również funkcję skarbca. Niestety, żadne konkretne przykłady średniowiecznego umeblowania biblioteki krzeszowskiej nie zachowały się do dziś, więc możemy jedynie bazować na podobnych rozwiązaniach stosowanych w innych bibliotekach tego typu.
Pierwsza wzmianka o księgozbiorze cysterskim pochodzi z 1633 r., kiedy to podczas wojny trzydziestoletniej Szwedzi spalili zabudowania gospodarcze wraz z biblioteką. Uratować udało się jedynie część archiwum klasztornego. Po odbudowie, w 1638 r., opat Walenty odnowił bibliotekę, a jego następca, opat Bernard Rosa (1624–1660), znacząco przyczynił się do jej rozwoju, inwestując 2 tys. talarów w zakup książek. W latach 1774–1782, podczas budowy nowego skrzydła południowego, przewidziano w nim nową salę biblioteczną na dwóch kondygnacjach, do której przeniesiono księgozbiór w 1784 r..    
W dniach 5-7 sierpnia 1800 r. klasztor w Krzeszowie odwiedził przyszły prezydent Stanów Zjednoczonych, John Quincy Adams, który zwiedzał również miejscową bibliotekę. W swoich pamiętnikach poświęcił jej kilka stron, opisując jej zasoby. Zanotował, że w bibliotece znajdowało się około 25 tys. woluminów, w tym takie pozycje jak Acts of the Saints (akta świętych), Act of the Councils (akta soborów), oraz obszerna kolekcja włoskich historyków autorstwa Muratoriego. Wspomniał także o obecności dzieł bizantyjskich autorów oraz innych cennych rękopisów, w tym pamiętnika rosyjskiego generała z czasów wojny siedmioletniej oraz kopii Koranu napisanego na pergaminie.  
W XVII i XVIII w. Krzeszów był jednym z głównych ośrodków kultury duchowej i materialnej na Śląsku. Silne centrum artystyczne tworzyła skupiona przy klasztorze liczna grupa budowniczych, artystów malarzy i rzeźbiarzy. W ciągu kilku wieków systematycznie powiększano zasoby biblioteki i archiwum, które pod koniec XVIII w. oceniano na ok. 15 tys. tomów, w tym wiele cennych rękopisów i starodruków z XV w. W 1810 r. dla ratowania skarbu państwa zrujnowanego wojnami napoleońskimi, rząd pruski w ramach sekularyzacji dokonał kasacji opactwa cystersów w Krzeszowie. Następstwa tej decyzji o kazały się bardzo niekorzystne dla całego dotychczasowego dorobku klasztoru. Rozproszeniu uległ wspaniały księgozbiór. Najcenniejsze zbiory książkowe zostały wywiezione do Wrocławia i włączone do Śląskiej Biblioteki Centralnej. Reszta księgozbioru trafiła do bibliotek parafialnych i szkół na Śląsku. Rozporządzenie z 1810 r. zniszczyło ponad pięciowiekowy dorobek krzeszowskiego opactwa. Cystersi zostali zmuszeni do opuszczenia swych posiadłości. Proces dewastacji trwał aż do 1919 r. kiedy to w Krzeszowie zjawili się benedyktyni.  

### Biblioteka benedyktyńska w latach 1919–1945
W 1919 r. benedyktyni, którzy zostali wypędzeni z klasztoru Emaus w Pradze, osiedlili się w Krzeszowie. Po wykupieniu budynków od niemieckiego państwa w 1923 r. stali się pełnoprawnymi właścicielami dawnego opactwa cysterskiego. Rozpoczęli odbudowę życia zakonnego i klasztoru, w tym również jego biblioteki. W ciągu kilku lat księgozbiór uległ znacznemu powiększeniu, osiągając w 1939 r. 40 tys. woluminów. Kolekcja ta obejmowała książki sprowadzone z innych klasztorów benedyktyńskich, pozyskane drogą wymiany i zakupu, a także książki pocysterskie. Biblioteka była dobrze konserwowana, a woluminy poddano oprawie w klasztornej introligatorni. Każda książka posiadała ekslibris oraz pieczęcie identyfikacyjne. Podczas II wojny światowej klasztor został zajęty przez Niemców, którzy utworzyli w nim obóz dla volksdeutschów, a później oboz żydowski. Biblioteka była jednym z miejsc, które przystosowano do celów obozowych, a część książek została wyniesiona. Po wojnie, w 1945 roku, benedyktyni odzyskali klasztor, ale już 9 maja został on zajęty przez Armię Czerwoną. Biblioteka nie doznała poważnych zniszczeń, ale nie udało się odzyskać książek wyniesionych z pomieszczenia bibliotecznego.

### Biblioteka po 1945 r.
Po II wojnie światowej klasztor w Krzeszowie pozostał własnością benedyktynów, ale zmieniła się jego obsada. Niemieccy zakonnicy stopniowo opuszczali opactwo – już w 1945 r. wyjechał opat Schmitt wraz z chorymi i starszymi braćmi. W maju 1946 r. większość niemieckich benedyktynów została ewakuowana wraz z ludnością niemiecką. Na miejscu pozostali jedynie zakonnicy o innym pochodzeniu: Włoch, Czech oraz trzech Austriaków. W grudniu 1945 r. opactwo zostało oddane pod opiekę benedyktynów z Tyńca, a w styczniu 1946 r. do klasztoru przybył o. Piotr Rostworowski. W maju 1946 r. klasztor oficjalnie przeszedł na własność benedyktynek lwowskich, które przybyły do Krzeszowa 31 maja. W połowie roku z Tyńca przyjechał także o. Skibniewski, pierwszy polski duszpasterz i kapelan benedyktynek. Po II wojnie światowej, w wyniku decyzji władz PRL, część zbiorów została przekazana do Ossolineum, a reszta została przejęta przez państwo. Do dziś stanowi ważne dziedzictwo kulturowe Dolnego Śląska.
Obecnie biblioteka Opactwa Sióstr Benedyktynek w Krzeszowie przechowuje zróżnicowany zbiór archiwaliów i ksiąg, które odzwierciedlają bogatą historię tego miejsca. W opactwie przechowywane są archiwalia z okresu niemieckiego, które stanowią tylko część zgromadzonych tam skarbów kultury i sztuki. Dodatkowo, siostry benedyktynki przywiozły ze sobą archiwalia z opactwa we Lwowie, które wymagają jeszcze naukowego opracowania.